# Park Narodowy Amboró
Park Narodowy Amboró, a właściwie Park Narodowy i Obszar Przyrodniczy Zintegrowanego Zarządzania Amboró (hiszp. Parque nacional y área natural de manejo integrado Amboró) – park narodowy położony w zachodniej części departamentu Santa Cruz w Boliwii, w prowincjach Andrés Ibáñez, FlorIda, Manuel María Caballero i Ichilo. Został utworzony 16 sierpnia 1984 roku na bazie istniejącego od 1973 roku rezerwatu przyrody. W 1991 roku został powiększony, a od 1995 roku tworzy jedną całość z obszarem przyrodniczym zintegrowanego zarządzania. Zajmuje obszar 6376 km², w tym 4425 km² to park narodowy, a 1951 km² to obszar przyrodniczy zintegrowanego zarządzania. Od zachodu graniczy z Parkiem Narodowym Carrasco. W 2008 roku został zakwalifikowany przez BirdLife International jako ostoja ptaków IBA.

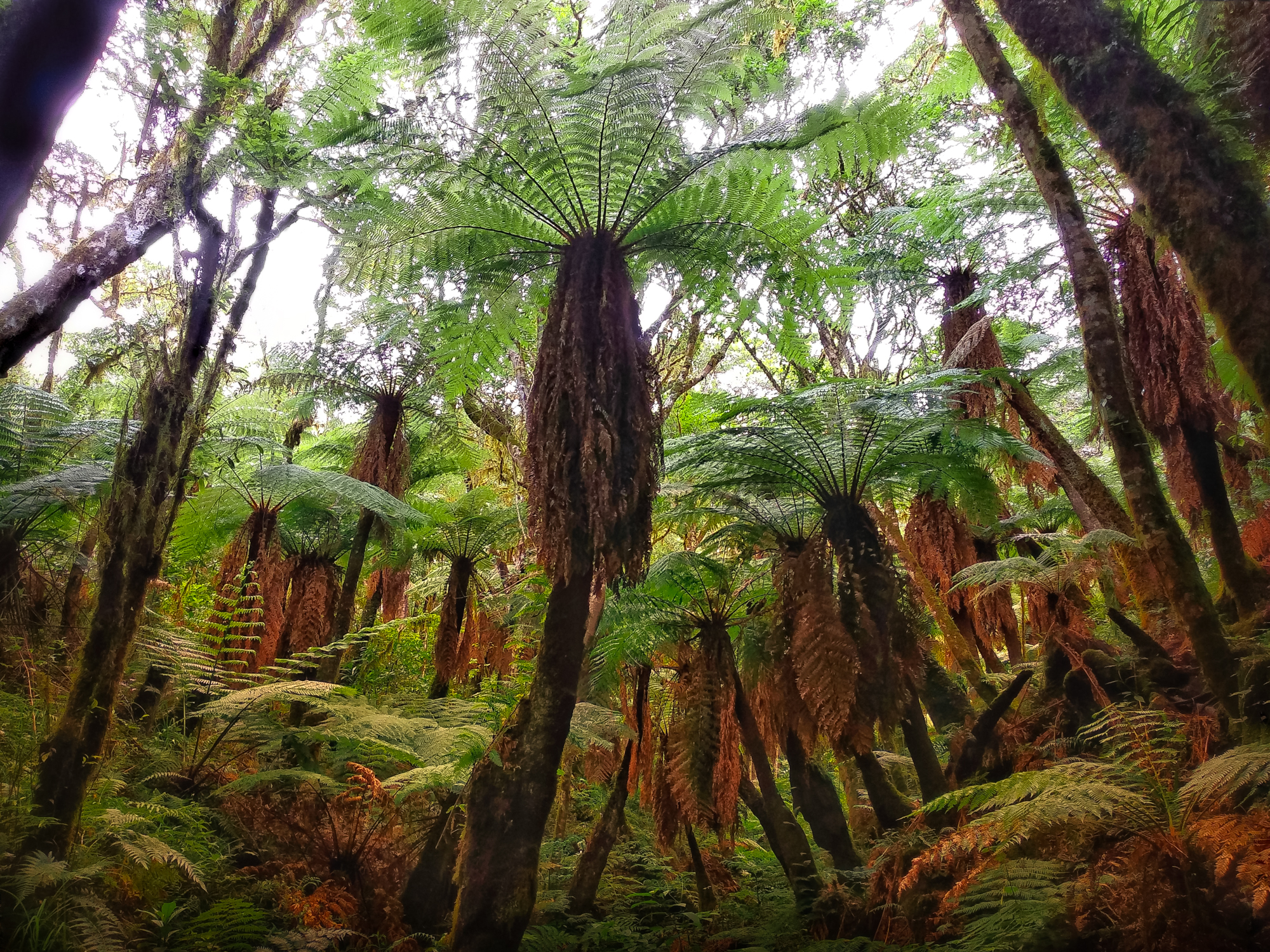
Olbrzymie paprocie w lesie mglistym

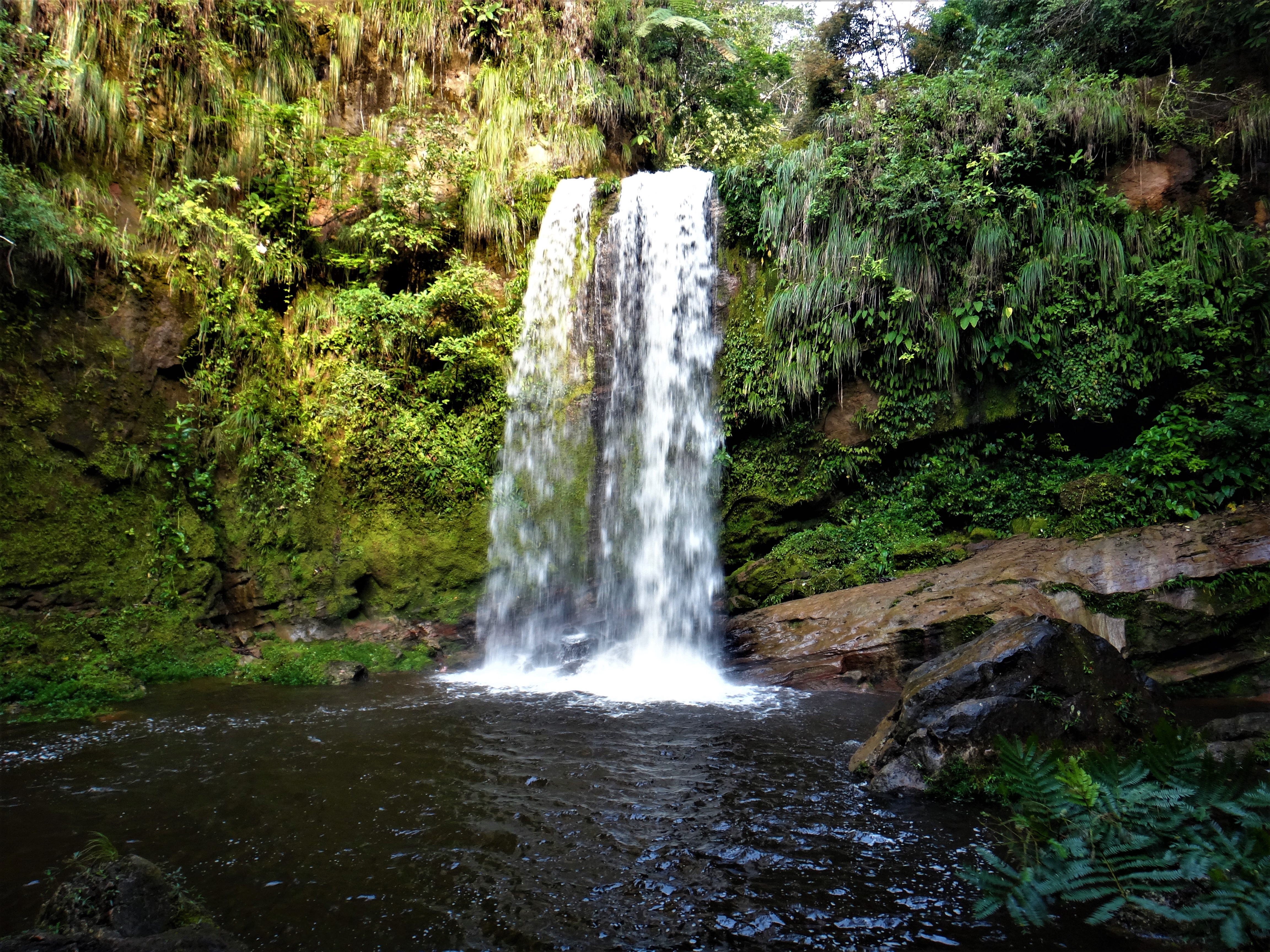
Wodospad Los Vencejos

## Opis
Park znajduje się na wschodnich zboczach Andów, na wysokościach od 300 do 3300 m n.p.m. W miejscu tym Kordyliera Wschodnia skręca na południe. Obszar parku charakteryzuje się stromymi zboczami i wyraźnymi różnicami poziomów. Rzeki tu płynące to m.in.: Ichilo, Yapacaní, Surutú i San Mateo, które są dopływami rzeki Mamoré.
W zależności od wysokości średnia roczna temperatura oscyluje między +12 °C a +24 °C, a opady od 1400 do 4000 mm rocznie.  
Ze względu na różnice wysokości występuje tu kilka ekoregionów. Od Chaco Serrano po tropikalne wilgotne lasy górskie Yungas, lasy mgliste i wilgotny las równikowy.

## Flora
W parku zarejestrowanych jest 2659 gatunków roślin wyższych, jednak szacuje się, że jest ich ponad 3500. Występują tu takie gatunki jak m.in.: narażony na wyginięcie (VU) Juglans boliviana, a także Myrsine coriacea, Bocconia frutescens, Myrica pubescens, Tetragastris altissima, Anadenanthera colubrina, Inga velutina, Didymopanax morototoni, Palicourea bryophila, mahoniowiec wielkolistny, Aniba coto, Clethra revoluta, woniawiec balsamowy, Protium bangii, Meliosma boliviensis, Psychotria trichotoma. Rośnie tu kilka gatunków endemicznych kaktusów takich jak Cereus colosseus oraz kilka gatunków palm takich jak Socratea exorrhiza, Euterpe precatoria, Dictyocaryun lamarckianun. W lasach mglistych występują rozległe połacie paproci z rodzajów Olbrzymka i Pierzastka.

## Fauna
W parku występuje 1236 gatunków fauny. Z ssaków (127 gatunków) żyją tu zagrożone wyginięciem (EN) arirania amazońska, czepiak czarnolicy i Oxymycterus hucucha, narażone na wyginięcie (VU) andoniedźwiedź okularowy, tapir amerykański, zębolita olbrzymia i mrówkojad wielki, a także m.in.: jaguar amerykański, puma płowa, pakożer leśny, ocelot pampasowy, pakarana Branickiego, japok wodny.
Żyje tu 818 gatunków ptaków. Są to krytycznie zagrożone wyginięciem (CR) czubacz rogaty i ara różowooka, zagrożony wyginięciem (EN) andowik, narażone na wyginięcie (VU) ara zielona, kondor wielki i harpia wielka, a także m.in.: liściowiec boliwijski, mrówiaczek boliwijski, skalikurek andyjski, mnicha, dżunglarka tygrysia, elfik brązowy, andotukan czarnogłowy, chronka rdzawogłowa, zaroślak żółtowąsy, iskrzyk czarnogłowy, koszykarz czarnogardły, kusaczka rudolica, smukłodziobek boliwijski, rudoliczka rdzawobrzucha.
W parku występuje 105 gatunków gadów, w tym m.in.: Cercosaura eigenmanni, Bothrops jonathani, Bothrops sanctaecrucis, Micrurus frontifasciatus, kajman żakare, boa dusiciel i teju brazylijski. 
76 gatunków płazów występuje nad brzegami rzek. Są to krytycznie zagrożona wyginięciem (CR) Telmatobius simonsi, zagrożona wyginięciem (EN) Microkayla kempffi, narażona na wyginięcie (VU) Yunganastes pluvicanorus, a także m.in.: oreobates sanctaecrucis, rhinella amboroensis.